# Somalia en los Juegos Olímpicos de Tokio 2020
Somalia estuvo representada en los Juegos Olímpicos de Tokio 2020 por dos deportistas, un hombre y una mujer, que compitieron en dos deportes.
Los portadores de la bandera en la ceremonia de apertura fueron el atleta Ali Idow Hasan y la boxeadora Ramla Ali. El equipo olímpico somalí no obtuvo ninguna medalla en estos Juegos.